# Ernst von Siemens
Ernst Albrecht von Siemens (9 de abril de 1903-31 de diciembre de 1990) fue un magnate alemán. Miembro de la familia Siemens, fue el responsable de la reconstrucción del grupo industrial Siemens tras el desastre que supuso para la organización la Segunda Guerra Mundial.

## Semblanza
Siemens nació en la localidad de Kingston upon Hull (Inglaterra), cuando su padre Carl Friedrich von Siemens era director de Siemens Brothers. Regresó a Alemania después de que su padre se convirtiera en director de Siemens-Schuckertwerke.
Estudió física en la Universidad Técnica de Múnich, y se incorporó a Siemens en 1929, comenzando su carrera en la planta de telecomunicaciones de Werner en Berlín. Después de ser miembro suplente de la Junta Directiva de Siemens & Halske durante cinco años a partir de 1944, se convirtió en miembro de pleno derecho en 1948 y fue nombrado presidente en 1949.
En 1945 había sido nombrado miembro suplente del consejo de administración de Siemens-Schuckertwerke, convirtiéndose en miembro de pleno derecho en 1948. De 1956 a 1966 ejerció como presidente del consejo de vigilancia de ambas empresas, y de 1966 a 1971 desempeñó el mismo cargo en Siemens AG. Después de renunciar como presidente, permaneció como miembro honorario del Consejo de Supervisión hasta 1978.
Ernst von Siemens se enfrentó con éxito a la tarea de reconstruir la empresa después de la Segunda Guerra Mundial. Fue bajo su liderazgo cuando Siemens & Halske AG, Siemens-Schuckertwerke AG y Siemens-Reiniger-Werke AG se fusionaron en 1966, dando origen a Siemens AG, que con el paso del tiempo llegó a convertirse en una gran empresa multinacional.
En 1971, su sobrino Peter von Siemens lo sucedió como presidente del Consejo de Supervisión, aunque siguió siendo miembro del consejo hasta 1978 y desde 1978 hasta el final de su vida fue presidente honorario.
Ernst von Siemens no estaba casado y no tenía hijos. Fue miembro del Club Académico Alpino de Múnich. Falleció en la localidad bávara de Starnberg en 1990, a los 87 años de edad.

## Patrocinador de cultura y ciencia
Ernst von Siemens intervino en la fundación de las organizaciones siguientes:
- Fundación Carl Friedrich von Siemens (Carl Friedrich von Siemens Stiftung)[2] para el avance de las ciencias (1958)
- Premio de Música Ernst von Siemens (1972)
- Fundación de Arte Ernst von Siemens (1983), cuyo objetivo es dar apoyo financiero a los museos para comprar obras de arte. También promueve exposiciones. Además de los medios económicos, Ernst von Siemens también dejó a la Fundación su colección de arte privada.